# TNR (モロッコ)
TNR（フランス語: Train navette rapide、アラビア語: القطار المكوكي السريع、高速シャトル鉄道）は、モロッコのカサブランカとその周辺都市を結ぶ公共鉄道網である。

## 概要
TNRはモロッコの最大都市カサブランカのカサ・ポール駅を起点に北はケニトラ、南はセタットとムハンマド5世国際空港、西はアル・ジャディーダを結ぶ4つの路線からなる鉄道網である。TNRは年間1500万人が利用している。

## カサ・ポール - ケニトラ線
ケニトラ行きのTNRはカサ・ポール駅を起点にカサブランカ北東部やモロッコ中部沿岸都市のモハメディア、テマラ、首都ラバト、サレなどを経由してケニトラ駅に至る路線である。11駅を有する。また、カサブランカからはタンジェ＝カサブランカ高速鉄道のLGVが線路に乗り入れる。カサ・ポール駅 - ケニトラ駅間の所要時間は約1時間40分である。2024年1月時点では、一部駅を除き午前6時台から21時台までの1日に26本、1時間に一本の頻度で運行されている。また、ラッシュ時の始発の午前6時20分から午前10時10分までと午後3時10分から午後7時10分までは約30分に一本の頻度で運行されている。

## アル・バイダーウィー線
ムハンマド5世国際空港行きのTNRはアル・バイダーウィー線と呼ばれる。カサ・ポール駅を起点にカサ・ヴォヤジャー駅を経由し、カサブランカを中部から南西を横断し、ムハンマド5世国際空港付近でセタットとアルジャディーダ行きの路線から分岐しムハンマド5世国際空港駅に至る路線である。4駅を有する。カサ・ポール駅 - ムハンマド5世国際空港駅間の所要時間は約45分である。2024年1月時点では1日に19本、1時間に一本の頻度で運行されている。

## カサ・ポール - セタット線
セタット行きのTNRはカサ・ポール駅を起点にカサ・ヴォヤジャー駅を経由し、カサブランカを中部から南西を横断し、アル・ジャディーダ行きの路線から分岐し、セタットに至る路線である。9駅を有する。カサ・ポール駅 - セタット駅間の所要時間は約1時間15分である。2024年1月時点では1日に8本。一部時間帯を除き、2時間に一本の頻度で運行されている。

## カサ・ポール - アル・ジャディーダ線
アル・ジャディーダ行きのTNRはカサ・ポール駅を起点にカサ・ヴォヤジャー駅を経由し、カサブランカを中部から南西を横断し、セタット行きの路線から分岐し、アル・ジャディーダに至る路線である。8駅を有する。カサ・ポール駅 - セタット駅間の所要時間は約1時間15分である。2024年1月時点では1日に8本。一部時間帯を除き2時間に1本の頻度で運行されている。